# Franz Xaver Werk
Franz Xaver Werk (* 26. Mai 1769 in Steinbach; † 26. Dezember 1856 in Freiburg im Breisgau) war ein deutscher römisch-katholischer Theologe, Geistlicher und Hochschullehrer.

## Leben

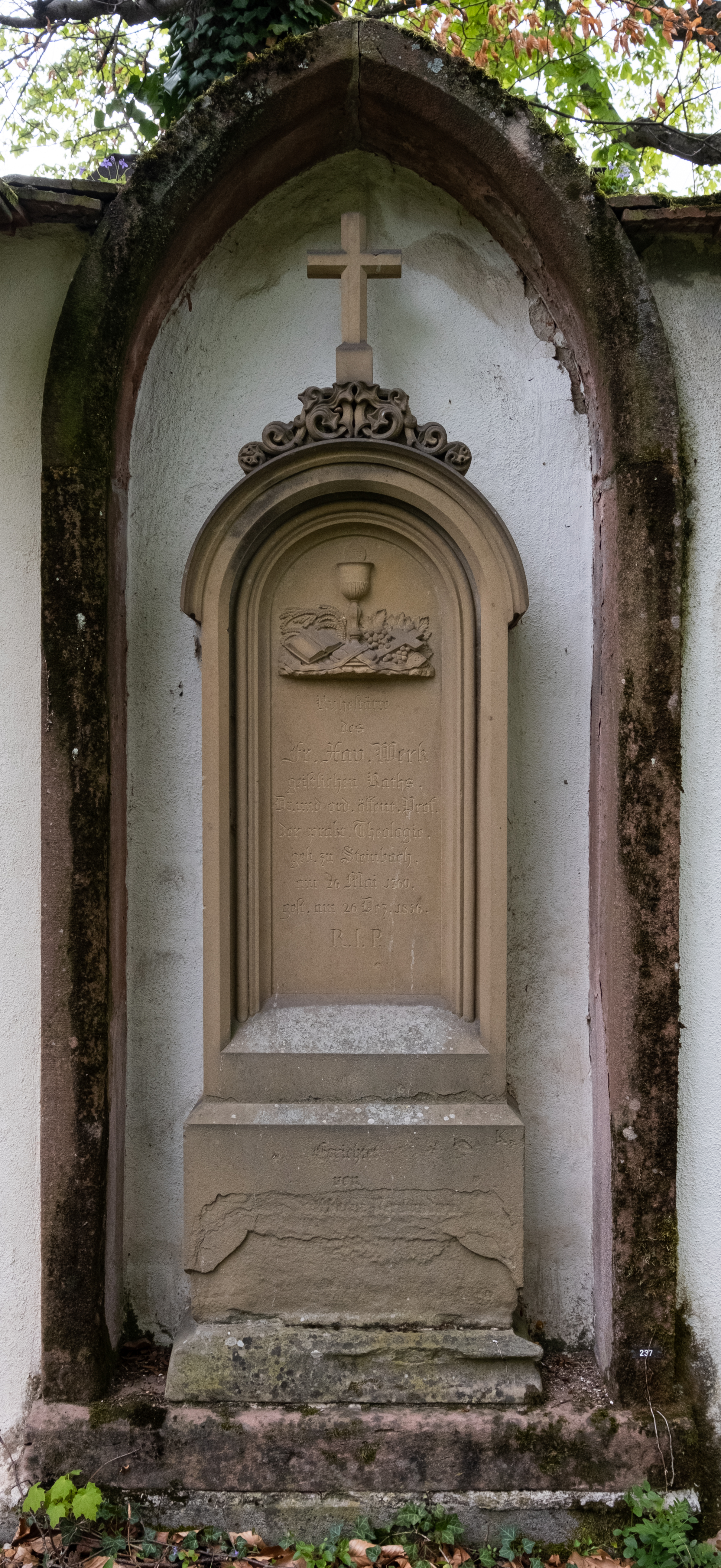
Grabmal auf dem Alten Friedhof in Freiburg

Werk war Sohn des Steinbacher Bürgermeisters Johann Michael Werk. Er wurde zunächst an der Steinbacher Stadtschule ausgebildet, bevor er am Gymnasium des Klosters Allerheiligen im Schwarzwald die Grundlagen für sein Studium legte. Spätestens 1785 nahm er das Studium der Philosophie an der Universität Straßburg auf, an der er zum Doktor der Philosophie promoviert wurde. In Straßburg studierte er außerdem über vier Jahre Theologie.
Werk wurde 1791 wurde als Lehrer der Grammatik am Gymnasium in Baden angestellt. Am 2. Juli 1792 erfolgte dann seine Priesterweihe, wobei er zunächst weiter als Lehrer in Baden tätig war. Ab 1795 wirkte er als Geistlicher in verschiedenen Gemeinden, bevor er 1800 als Professor der Moral- und Pastorallehre an das Lyzeum von Baden kam, nachdem ihn, aufgrund einer Kontroverse, die er in einer Salzburger Zeitschrift geführt hatte, Karl Friedrich von Baden dafür vorgesehen hatte. Das Lyzeum wurde in dieser Zeit als Philosophisch-theologische Lehranstalt ausgebaut. Er wurde  außerdem Kanoniker am örtlichen Kollegiatstift.
Werk nahm im August 1804 einen Ruf auf eine Stelle als ordentlicher Professor der Moral- und Pastoraltheologie an die Katholisch-theologische Fakultät der Universität Heidelberg an, die zu dieser Zeit ebenfalls an Baden gefallen war. Als die badischen Katholisch-theologischen Fakultäten in Heidelberg und Freiburg zusammengelegt wurden, erhielt er eine Stelle als ordentlicher Professor der Pastoraltheologie an der Universität Freiburg im Breisgau. Er lehrte dort auch praktische Theologie, Katechetik und biblische Enzyklopädie. Am 13. März 1813 wurde er zum Doktor der Theologie promoviert. 1818 wurde er großherzoglicher Geistlicher Rat, 1839 war er Prorektor der Universität, 1847 ging er auf eigenen Wunsch in den Ruhestand, blieb aber noch bis 1855 Stiftungskommisär der Universität. Er war außerdem Mitglied der Kommission für die akademischen Stiftungen sowie Präses der Wirtschaftsdeputation der Universität Freiburg.
Werk war Mitherausgeber der Zeitschrift für Theologie.
Werk wurde auf dem Alten Friedhof in Freiburg im Breisgau beigesetzt.

## Werke (Auswahl)
- Ueber theologische Spezialschulen, Herder, Freiburg 1817.
- Nachrichten über das Collegium Sapientiae in Freiburg, Groos, Freiburg 1839.
- Stiftungsurkunden akademischer Stipendien und anderer milden Gaben an der Hochschule zu Freyburg im Breisgau von 1497 bis 1842, Wagner, Freiburg 1842.